# Хромов-Борисов, Николай Васильевич
Николай Васильевич Хромов-Борисов (1905—1987) — советский учёный и педагог, фармакохимик и химик-органик, доктор химических наук (1954), профессор (1955), член-корреспондент АМН СССР (1961).

## Биография
Родился 23 марта 1905 году в Ленинграде. 
С 1925 по 1930 год обучался на химическом факультете  Ленинградского государственного университета. В 25 лет стал заведующим научно-исследовательской лаборатории на заводе взрывчатых веществ им. Морозова в Шлиссельбурге. С 1930 по 1943 год на педагогической работе в Ленинградском химико-технологическом институте в должностях: ассистент, научный сотрудник и заведующий кафедрой красящих веществ. 26 марта 1935 года Особым совещание при НКВД СССР как члена семьи социально-опасного элемента он был выслан в Астрахань на пять лет. 7 марта 1936 года Постановлением Особого совещания при НКВД СССР высылка была отменена. 7 мая 1991 года был реабилитирован заключением прокурора города Ленинграда.
С 1943 по 1950 год на педагогической работе в Ленинградском химико-фармацевтическом институте в должности заведующего лаборатории синтеза лекарственных веществ. С 1950 по 1986 год на научно-исследовательской работе в Институте экспериментальной медицины АМН СССР в должности заведующего лаборатории экспериментальной медицины, с 1984 по 1986 год — научный консультант этого НИИ. Одновременно с 1950 по 1975 год на педагогической работе в Первом Ленинградском медицинском институте преподаватель и руководитель курса органической химии.

### Научно-педагогическая деятельность
Основная научно-педагогическая деятельность Н. В. Хромова-Борисова была связана с вопросами в области фармако и органической химии, изучению связи между действием и строением соединений обладающих фармакологическим действием, в области проблем синтеза лекарственных веществ. Под руководством Н. В. Хромова-Борисова  были синтезированы новые лекарственные препараты, такие как метилурацил, сигетин, пентоксил, этимизол и бензогексоний. 
В 1954 году  защитил диссертацию на соискание учёной степени доктор химических наук, в 1955 году ему было присвоено учёное звание профессор. В 1961 году был избран член-корреспондентом АМН СССР. Под руководством Н. В. Хромов-Борисова было написано более ста пятидесяти научных трудов, в том числе монографий и более пятидесяти свидетельств на изобретения.
В том числе такие работы как «Изучение степени активности метильной группы в производных симметрического метилтриазина» (1960), «Производные дикарбоновых кислот имидазола» (1961), «Зависимость между строением и действием в ряду структурных аналогов кофеина и синтез антифеинов — лекарственных препаратов нового класса» и «Изучение соединений пирилия, имеющих активные метильные группы» (1962), «Синтезы и превращения производных пиримидина».
Скончался 22 октября 1987 года в Ленинграде.
Сын Никита Николаевич Хромов-Борисов — кандидат биологических наук, старший научный сотрудник, химик, генетик и биостатистик, лауреат премии ЛГУ, член Комиссии РАН по борьбе с лженаукой, член Вавиловского общества генетиков и селекционеров (ВОГиС) и Российского общества медицинских генетиков (РОМГ), сотрудник НМИЦ им. В.А. Алмазова.
- Орден «Знак Почёта»
- Медаль «За оборону Ленинграда»
- Медаль «За победу над Германией в Великой Отечественной войне 1941—1945 гг.»